# いちき串木野市消防本部
いちき串木野市消防本部（いちきくしきのししょうぼうほんぶ）は、鹿児島県いちき串木野市の消防部局（消防本部）。管轄区域はいちき串木野市全域。

## 概要
- 消防本部：鹿児島県いちき串木野市昭和通133番地1
- 管内面積：112.30km2
- 職員数：48人
- 消防署1カ所、分遣所1カ所

### 主力機械
2015年4月1日現在
- 消防ポンプ自動車：2
- 水槽付消防ポンプ自動車：2
- 小型動力ポンプ積載車：1
- 化学消防ポンプ自動車：1
- はしご付消防自動車：1
- 救助工作車：1
- 指揮広報車：1
- 救急車：3
- その他：2

## 沿革
- 1954年4月 串木野市が串木野市消防本部・消防署を設置する。
- 1972年2月 市合同庁舎が新築され、串木野市消防本部・消防署も移転する。
- 2005年10月 串木野市と日置郡市来町が合併しいちき串木野市が誕生することに伴い、いちき串木野市消防本部が発足する。串木野市消防署がいちき串木野市消防署となり、日置地区消防組合消防署北分遣所はいちき串木野市消防署いちき分遣所となる。

## 組織
- 本部 - 総務課、予防課、警防課
- 消防署

## 消防署
| 消防署               | 住所           | 分遣所              |
| -------------------- | -------------- | ------------------- |
| いちき串木野市消防署 | 昭和通133番地1 | いちき：大里11番地2 |